# Улрих фон Рамщайн
Улрих фон Рамщайн (на немски: Ulrich von Ramstein; † 28 февруари 1386) е германски благородник от род Рамщайн от Шварцвалд.
Той е син на Кун фон Рамшайн († сл. 18 февруари 1363) и съпругата му Елзина де Ст. Амарин († сл. 1321). Внук е на Буркхард Вернер фон Рамщайн, губернатор на Прунтрут, майор на Базел († между 14 март 1332 и 5 юни 1337) и на Катарина († 23 март 1353). Правнук е на Вернер фон Рамщайн († сл. 5 декември 1281) и Маргарета. Праправнук е на Улрих фон Рамщайн († 23 декември 1275) и на Агнес фон Прунтрут († сл. 2 януари 1276).

## Фамилия
Улрих фон Рамщайн се жени за Аделхайд Райх фон Райхенщайн († сл. 1377), дъщеря на Петер фон Райхенщайн, майор на Базел († 19 май 1362) и Катарина Цорн († 12 октомври 1394). Те имат два сина:
- Кунцман (Конрад) фон Рамщайн († пр. 24 ноември 1431), пфандхер на Бирзек, майор на Базел, женен за Щьор фон Щьоренбург; родители на:
  - Хайнрих фон Рамщайн († 5 януари 1471), губернатор на Раполтщайн, женен ок. 1435 г. за Агнес фон Ефринген († сл. 1469)
- Хенман фон Рамщайн († пр. 2 декември 1440); баща на:
  - Елзина фон Рамщайн († 18 август 1463), омъжена за Арнолд фон Беренфелс, господар на Ариздорф († 1441)